# NGC 4411B
NGC 4411B este o galaxie situată în constelația Fecioara. A fost descoperită în 1860 de către Christian Heinrich Friedrich Peters. Se află la o distanță de 16,12 megaparseci de Pământ.